# Antonio Tarver

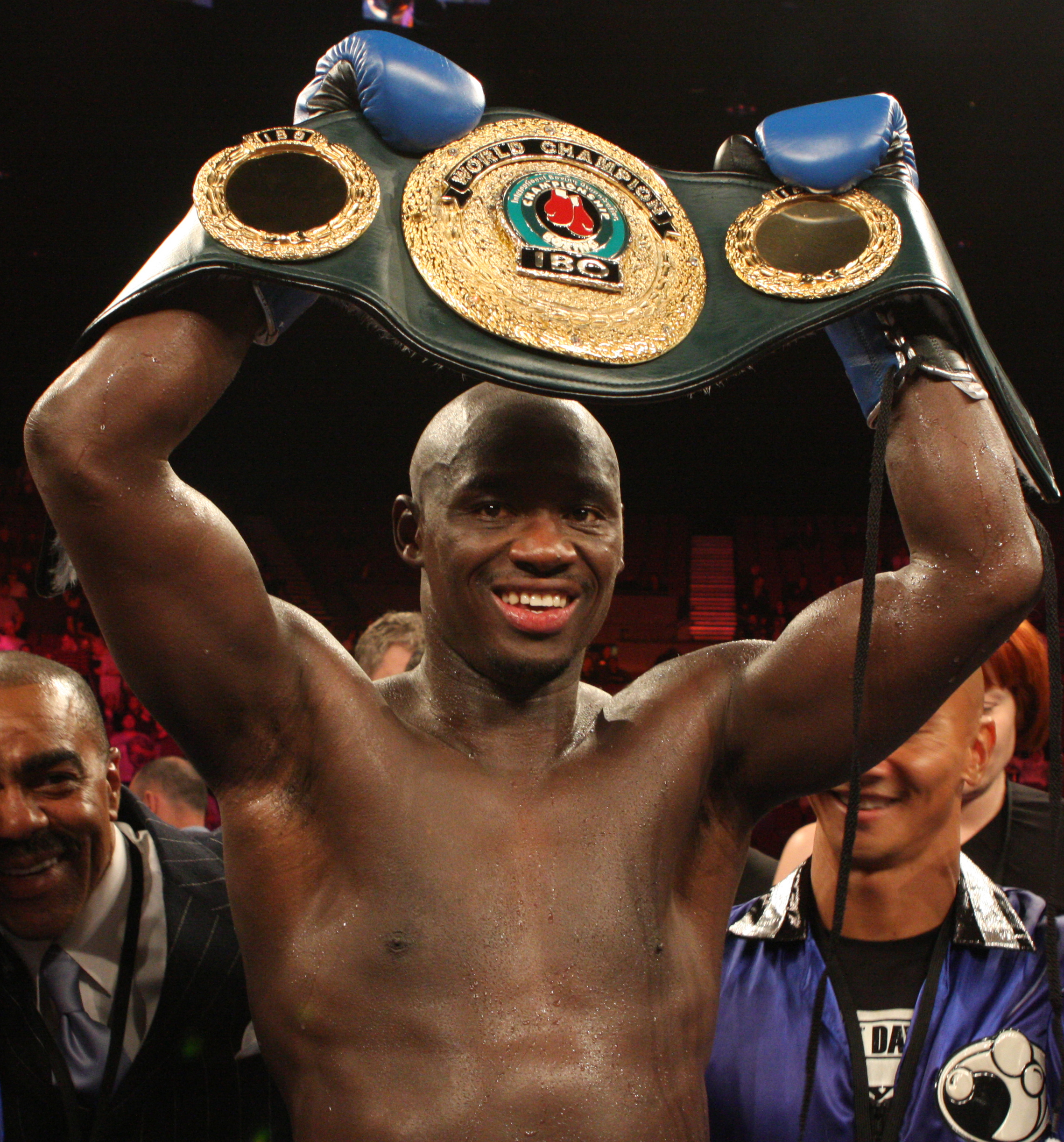
Antonio Tarver em 2011

Antonio Deon Tarver (Orlando, 21 de novembro de 1968) é um boxeador e 
ator americano. Tarver foi campeão meio-pesado AMB, CMB, FIB e The Ring.
Tarver tem uma excelente carreira como amador, incluindo uma medalha de bronze nos Jogos Olímpicos de 1996, realizada em Atlanta. Foi campeão mundial amador em 1995, dois meses depois de ter conquistado a medalha de ouro nos Jogos Pan-Americanos.
Em 2006, Tarver interpretou Mason Dixon no filme Rocky Balboa.